# 大桥下面
大桥下面是一部由上海电影制片厂制作的电影。于1984年上映。
电影讲述一个修车匠高志华和裁缝秦楠之间的爱情故事。主要演员有张铁林和龚雪。

## 获得奖项
- 第4届中国电影金鸡奖最佳女主角龚雪
- 第7届大众电影百花奖最佳女演员龚雪